# Cantidad
Una cantidad (del vocablo latino quantĭtas, -ātis, y este del griego ποσότης —posótēs— que se refiere a ‘cuánto’ o ‘cuán grande’ en términos de grandeza, extensión, cantidad, magnitud y tamaño) es un valor, componente o número, susceptible de aumento o disminución, que se obtiene de una medida u operación de uno o varios entes que pueden ser medidos de manera exacta o aproximada.
La cantidad es una propiedad medible que admite grados de comparación y representa o bien un contaje del número de elementos de un conjunto, o bien el resultado de una medición física de una magnitud. Así las cantidades pueden ser comparadas en términos de «más», «menos» o «igual» (o no ser comparables), y generalmente pueden ser representadas por diferentes sistemas de unidades (la masa se puede medir en kilogramos o en onzas).
Un gran número de propiedades pueden ser representadas por cantidades escalares, aunque algunas magnitudes físicas requieren el uso de cantidades vectoriales más complejas. Una cantidad escalar es el valor numérico que resulta de una medición (de una magnitud) que se expresa con números acompañado por unidades, de la forma siguiente:
Magnitud = Cantidad x Unidad
Por ejemplo: 20 kg, 1 m, 60 s, son resultado de medir las magnitudes masa, longitud y tiempo. Igualmente ciertas magnitudes físicas como la cantidad de movimiento, o la velocidad requieren ser representadas por objetos matemáticos como vectores que no son simplemente valores numéricos.

## Tipos de cantidades
Tradicionalmente, se han dividido las cantidades en dos grupos las referidas al contaje (magnitudes discretas) y las referidas a la comparación con una escala continua (magnitudes  continuas). Las cantidades son representaciones formales de propiedades físicas que deben satisfacer algunas condiciones generales como:
- Ser escalables, dada una cantidad debe ser posible tener una cantidad superior a ella.
- Tener comparabilidad (total o parcial), si existe comparabilidad total, dadas dos cantidades que se refieren a la misma propiedad debería ser posible decidir si una es mayor que la otra o si las dos son iguales.

La escalabilidad frecuentemente es una consecuencia de la aditividad: dada una magnitud extensiva y una propiedad medible, al dividir un sistema en dos subsistemas se obtienen dos cantidades asociadas a la propiedad medible, de tal manera que su suma es la cantidad asociada al sistema original sin dividir.

### Escalabilidad
Las cantidades en general admiten siempre escalabilidad: dada una magnitud siempre es posible imaginar una cantidad mayor que ella. Esto diferencia a los resultados de una medición o contaje de otros índices numéricos como los porcentajes o las probabilidades (que por definición deben ser inferiores al 100%).

### Comparabilidad
Las magnitudes de tipo contaje y las magnitudes continuas escalares tiene estructura de conjunto totalmente ordenado, así dadas dos longitudes siempre será posible decir cual de las dos longitudes es mayor que la otra. Otras magnitudes como la velocidad vectorial admiten solo orden parcial, por ejemplo está claro que una velocidad de {\displaystyle \mathbf {v} _{1}=(20,10,0)} representa una velocidad menor que una velocidad {\displaystyle \mathbf {v} _{2}=(40,20,0)}. Pero si ahora se considera la velocidad 
{\displaystyle \mathbf {v} _{3}=(20,-10,0)} no puede decirse si esta velocidad es mayor o menor que {\displaystyle \mathbf {v} _{1}} (lo único que puede decirse es que son velocidades vectoriales diferentes). Esto sucede porque en un espacio vectorial no puede definirse una relación de orden total compatible con la suma.

### Cantidades continuas y discretas
Aunque todas las magnitudes parecen escalables, aun así puede establecerse una diferencia sobre la posibilidad de construir o no una escala continua entre dos valores cualesquiera asociados a una misma propiedad medible. Las cantidades de tipo contaje son representadas por un número natural positivo y representa el número de elementos en un cierto conjunto. Por el contrario las magnitudes de tipo continuo, se refieren a la comparación de propiedades físicas con patrones y entre dos resultados R1 < R2 siempre puede encontrarse una medición R3 tal que R1 < R3 < R2.
Usualmente las cantidades discretas se representan por valores numéricos que son números enteros de {\displaystyle \mathbb {N} } o {\displaystyle \mathbb {Z} }. Mientras que las cantidades continuas se representan por números no necesariamente enteros de {\displaystyle \mathbb {Q} } o {\displaystyle \mathbb {R} }. En la práctica una medida directa con una precisión finita siempre será un contaje, que convenientemente reescalado dará como resultado un número racional. Sin embargo, para medidas indirectas calculadas a partir de mediciones directas frecuentemente se lleva a cabo una operación matemática sobre las medidas directas, y entonces el resultado no siempre es un número racional, por esa razón resulta conveniente usar representaciones sobre los números reales {\displaystyle \mathbb {R} }. Pero en ciertos casos, como en electrotecnia puede sacarse provecho de representar algunas magnitudes no como números reales, sino como números complejos {\displaystyle \mathbb {C} }. E incluso operacionalmente pueden considerarse conjuntos numéricos más complejos, en algunos ámbitos.

### Unidades
Las cantidades asociadas a un simple contaje de elementos frecuentemente no usan un tipo de unidades (aunque a veces se pueden usar unidades para clarificar su valor). En cambio las cantidades continuas obtenidas inicialmente comparando experimentalmente con una escala necesitan especificar la escala. Una escala definirá siempre implícitamente un sistema de unidades, de ahí que las magnitudes continuas para poder ser comparadas o interpretadas requieran especificar el valor de la unidad asociada a la escala de medición/comparación.

## Estructura cuantitativa
Las cantidades continuas posee una estructura particular que fue caracterizada explícitamente por primera vez por O. Hölder (1901) mediante un conjunto de axiomas que definen las características como identidades y relaciones entre magnitudes.
En ciencias naturales, la estructura cuantitativa está sujeta a las condiciones de la investigación empírica y no puede asumirse que existan a priori para una cierta propiedad. Algunas características fundamentales señaladas por Hölder para las cantidades asociadas a propiedades medibles son:
- Una característica fundamental de las cantidades continuas es que las relaciones de igualdad o no igualad, pueden establecerse por comparación entre magnitudes, a diferencia las diferencias de calidad (que pueden incluir varios aspectos no comparables).
- Otra propiedad fundamental es la aditividad, que puede incluir concatenación, como el hecho de añadir dos longitudes A y B para obtener una tercera longitud A+B. Nótese, sin embargo, que la aditividad no se restringe a propiedades extensivas sino que puede aplicarse a experimentos y procedimientos referidas a propiedades intensivas también, aunque en este caso puede resultar más complicado verificar la aditividad.
- Otra característica importante es la de continuidad (para magnitudes que no son de tipo contaje)
- Otra propiedad fundamental es la que aparece en la teoría de la medición conjunta, desarrollada independientemente por el economista francés Gérard Debreu (1960) y el psicólogo estadounidense R. Duncan Luce conjuntamente con el estadístico John Tukey (1964).

## Unidades
La unidad en cantidades continuas, es la cantidad que sirve de comparación, y en cantidades discretas es cada uno de los objetos que se cuentan. La unidad puede ser de dos tipos: libre o necesaria.
- Es libre si puede ser más o menos grande, como ocurre al medir cantidades continuas. Ejemplo: La masa de un cuerpo se puede expresar en gramos, en kilogramos, en libras, etc.
- Y es necesaria si está impuesta por los objetos que constituyen las cantidades discretas. Ejemplo: En un conjunto de árboles, la unidad es necesariamente un árbol.